# Deighton River
Deighton River är ett vattendrag i Australien. Det ligger i delstaten Queensland, omkring 1 600 kilometer nordväst om delstatshuvudstaden Brisbane.
Omgivningarna runt Deighton River är huvudsakligen savann. Trakten runt Deighton River är nära nog obefolkad, med mindre än två invånare per kvadratkilometer. Genomsnittlig årsnederbörd är 1 337 millimeter. Den regnigaste månaden är januari, med i genomsnitt 336 mm nederbörd, och den torraste är augusti, med 1 mm nederbörd.